# 白家硷镇
白家硷镇，是中华人民共和国陕西省榆林市绥德县下辖的一个乡镇级行政单位。
2015年，陕西省民政厅批复同意撤销白家硷乡，设立白家硷镇。

## 行政区划
白家硷镇下辖以下地区：
白家硷村、前吴家沟村、后吴家沟村、西贺家石村、向阳坡村、海满坪村、强家沟村、高家渠村、马家楼村、马家砭村、张家崖村、雷家硷村、蒲家硷村、郝家坪村、崔家峁村、党家沟村、宋家沟村、王家峁村、贺一村、贺二村、贺三村、雁岔沟村、南山村、楼则沟村、老庄沟村、范家坬村、杨家坬村和杨家辛庄村。

## 中国传统村落
2012年，贺一村被评为首批“中国传统村落”。